# Шух, Мелина
Мелина Шух (Melina Schuh; род. 14 апреля 1980, Бад-Пирмонт, Германия) — немецкий биохимик. Доктор философии, член EMBO (2016). C 2016 года директор лаборатории мейоза Max Planck Institute for Biophysical Chemistry. Её лаборатория разработала метод Trim-Away.
Окончила с отличием Байройтский университет, где в 1999—2004 гг. изучала биохимию.
В EMBL и Гейдельбергском университете, где занималась для этого в 2004—2008 гг. у Jan Ellenberg, получила степень доктора философии Summa cum laude.
В 2008—2015 гг. сотрудница MRC Laboratory of Molecular Biology (Кембридж, Англия). Изучает процесс мейоза у млекопитающих. С 2013 года член AcademiaNet. С 2014 года входит в редакционно-консультативный совет Journal of Cell Science.
Автор работ в Cell, Science, Nature.

## Награды и отличия
- EMBO Young Investigator Award (2012)[6]
- ERC Starting Grant (2013)[7]
- Lister Institute[англ.] Research Prize (2014)[8]
- Biochemical Society[англ.] Early Career Award (2014)[9]
- EMBL Alumni John Kendrew Young Scientist Award (2015)[10]
- BINDER (company)[англ.] Innovation Prize (2016)
- EMBO Gold Medal[англ.] (2018, совместно с Marek Bassler)[3][11]
- Colworth Medal[англ.], Biochemical Society (2019)[12]
- Премия имени Лейбница DFG (2019)[13]